# 反温室効果
反温室効果 (はんおんしつこうか、英: anti-greenhouse effect) とは、温室効果と同様の機構で働くが、天体の表面温度を下げるという逆の結果をもたらす効果である。天体が持つ大気の、入射する放射に対する透過率が天体からの熱放射に対する透過率よりも小さい場合、入射と放射の熱流束が平衡状態となる温度は低くなる。

## 概要
一部の惑星や衛星のように大気を持つ天体の場合、大気の働きによって天体の表面温度は有効温度から変化しうる。その代表例が温室効果であり、これが働く場合の天体の表面温度は熱収支から計算される有効温度よりも高い温度になる。地球の温室効果の場合、大気に入射する太陽光の多くを占める可視光線は地球の大気に対する透過率が大きく、大部分が大気を通過して地表に到達する。一方で地球からの熱放射のほとんどは赤外線の波長域になるが、地球大気は赤外線をよく吸収する。赤外線を吸収した大気は温度に応じた同量の熱放射を行うが、その一部は下向きに放射され再び地表を温める。そのため地表は太陽光と大気放射の両方から温められることとなるため、熱放射を増加させて熱の収支を釣り合わせるために、表面温度は太陽からの放射のみによって決まる有効温度よりも高い温度となる。これが温室効果の定性的な説明である。
上記の様に、天体への入射と天体からの放射が異なる波長域で発生し、それに対する大気の吸収の特性 (透過率) が異なることが温室効果が働くための必要条件である。しかし大気の特性によっては温室効果で温度を上昇させるのとは逆の、温度を低下させる効果として働く場合がある。例えばある天体の大気が、入射する可視光線に対する透過率が低く可視光線をあまり通過させないのに対し、天体からの熱放射による赤外線に対する透過率が高く熱放射をよく逃がすという状況がそれに相当する。この場合、天体の表面温度は有効温度よりも低くなり、大気が存在することによって天体の表面温度が低下してしまうことになる。これが反温室効果である。
惑星や衛星が持つ大気が、太陽放射 (あるいは中心星からの放射) と惑星からの熱放射のどちらと強く作用するかによって、天体の表面温度が上昇するか低下するかが決まる。仮に大気が双方を同じように吸収したり散乱したりする特性を持っていた場合は、温室効果と反温室効果が打ち消し合うため表面温度は有効温度と同じになる。惑星大気中に存在する気体は一般に可視光線よりも赤外線を吸収しやすい性質があるため、入射する可視光線よりも惑星からの熱放射である赤外線をよく吸収し、温室効果をもたらす場合が多い。しかしエアロゾルのような大気中に存在する微粒子の場合は可視光線にも赤外線にも作用しうるため、温室効果と反温室効果のどちらも起こしうる。これは粒子の特性によって大きく変わるため、大気中に雲や微粒子が存在する場合の温室効果と反温室効果の正味の影響を見積もるのを難しくしている。大気中の粒子が光の散乱体として作用する場合、短波長の電磁波の方が散乱させられやすいため、赤外線よりも可視光線 (すなわち太陽光) とより強く作用し反温室効果として働く場合が多いと考えられる。

## 反温室効果の例

### 地球
太古代の地球での暗い太陽のパラドックスの解決策として、古代の地球大気中の二酸化炭素、メタン、水蒸気などの温室効果ガスによる温室効果が提案されている。しかしこの環境下では大気中に有機物によるヘイズ (煙霧) が生成され、これによる反温室効果が働くため地球が寒冷になってしまうという指摘がある。

### タイタン

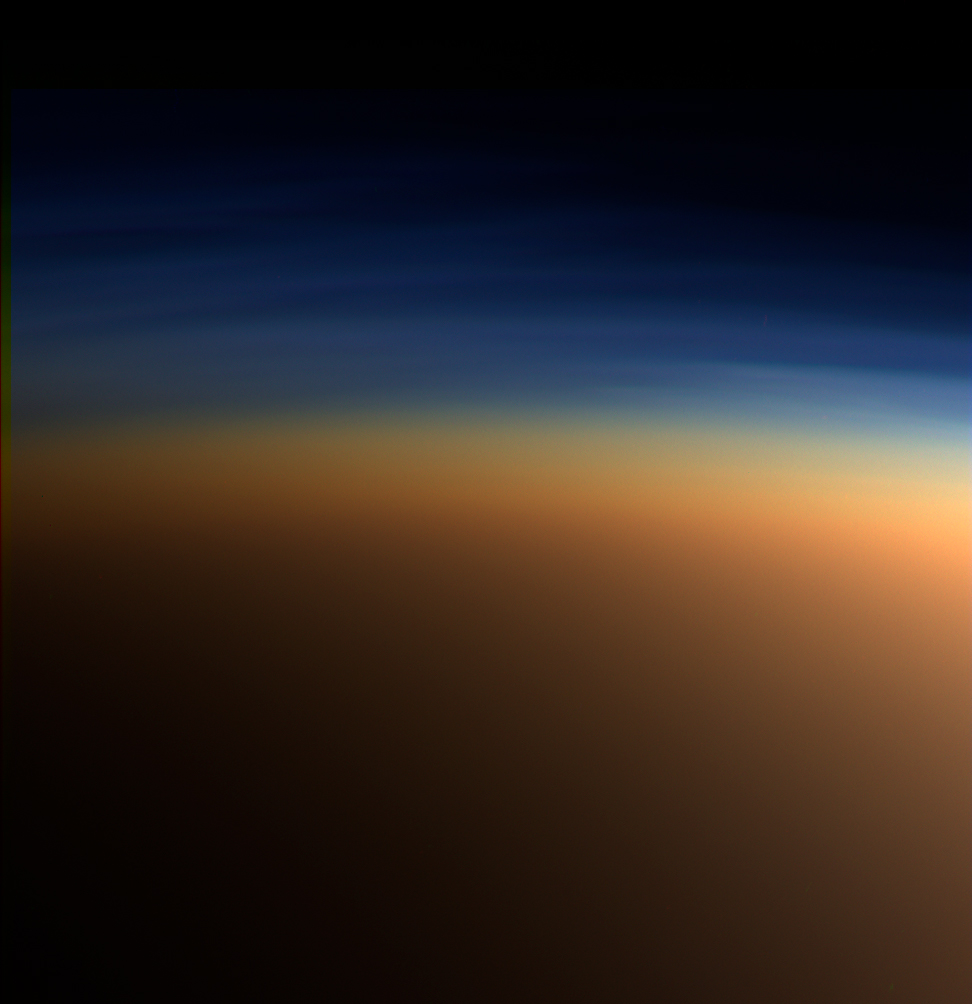
タイタン大気中のヘイズ

土星の衛星タイタンは濃い大気を持っている。タイタンの高層大気中にある有機化合物を含むエアロゾル (ヘイズ) は、タイタンに到達する太陽放射の 90% を吸収するが、タイタン表面から放射される赤外線はあまり吸収しない。そのためタイタン大気中のエアロゾルは強い反温室効果をもたらす。
タイタンの表面温度そのものは大気による温室効果によって平衡温度よりも高い温度に保たれてはいるものの、ヘイズによる反温室効果の影響で表面温度は 9 K 下がっていることが分かっている。タイタンの表面温度の実測値は 94 K である。大気が存在せず、かつアルベドが同じであった場合のタイタンの有効温度は 82 K であると計算される。タイタン大気中の成分による温室効果 (メタン、水素、窒素による) は表面温度を 21 K 上昇させる働きがあるが、ヘイズによる反温室効果が働くことによって正味の温度上昇は 12 K に留まり、現在のタイタンの表面温度が実現されている。

## その他の用例
上記の例とは別に、地表の揮発性物質が昇華する際に周囲から熱を奪うことで表面温度が低下する現象に対して反温室効果という言葉が使われることがある。2006年にサブミリ波干渉計を用いて行われた冥王星の電波観測では、冥王星の表面温度が予想より 10 K 低いことが判明した。これは冥王星が楕円軌道を公転することで太陽に近付いた際に表面の固体窒素が昇華し、潜熱として熱が奪われたために表面温度が低下したのだと考えられている。この現象を指して「反温室効果」という用語が用いられたことがあるが、これは物質の相が変化する際の吸熱に伴う温度変化であり、上記の温室効果と対になる効果としての反温室効果とは異なる現象であることに注意が必要である。